# Antón García Caro
Antón García Caro escribano español, y procurador de Buenos Aires.

## Biografía
Nacido en Carmona, provincia de Sevilla, se casó con María Gómez de Sanabria o Méndez de Sotomayor (descendiente de la nobles españoles). Fue el segundo poblador de Buenos Aires. En 1583, recibió tierras en Luján. Su nieto Simón González de Acosta fue alcalde de Buenos Aires en 1648.